# Кресуел (град, Орегон)
Кресуел (на английски: Creswell) е град в окръг Лейн, щата Орегон, САЩ. Кресуел е с население от 4650 жители (2007) и обща площ от 3,2 km². Намира се на 165,2 m надморска височина. ЗИП кодът му е 97426, а телефонният му код е 541.